# Kabinett Ryti II
Das Kabinett Ryti II war das 24. Kabinett in der Geschichte Finnlands. Es amtierte vom 27. März 1940 bis zum 4. Januar 1941. Das Kabinett bestand aus den Parteien Sozialdemokratische Partei Finnlands (SDP), Landbund (ML), Schwedische Volkspartei (RKP), Nationale Fortschrittspartei (ED) und Nationale Sammlungspartei (KOK).

## Minister
| Ressort                                                      | Name                  | Partei     | Amtszeitbeginn  | Amtszeitende    |
| ------------------------------------------------------------ | --------------------- | ---------- | --------------- | --------------- |
| Ministerpräsident                                            | Risto Ryti            | ED         | 27. März 1940   | 4. Januar 1941  |
| stellvertretender Ministerpräsident                          | Karl Rudolf Walden    | unabhängig | 27. März 1940   | 4. Januar 1941  |
| Äußeres                                                      | Rolf Witting          | RKP        | 27. März 1940   | 4. Januar 1941  |
| Justiz                                                       | Oskari Lehtonen       | KOK        | 27. März 1940   | 4. Januar 1941  |
| Inneres                                                      | Ernst von Born        | RKP        | 27. März 1940   | 4. Januar 1941  |
| Verteidigung                                                 | Karl Rudolf Walden    | unabhängig | 27. März 1940   | 4. Januar 1941  |
| Finanzen                                                     | Mauno Pekkala         | SDP        | 27. März 1940   | 4. Januar 1941  |
| Minister im Finanzministerium                                | Juho Pilppula         | ML         | 31. Juli 1940   | 4. Januar 1941  |
| Bildung                                                      | Antti Kukkonen        | ML         | 27. März 1940   | 4. Januar 1941  |
| Landwirtschaft                                               | Pekka Heikkinen       | ML         | 27. März 1940   | 15. August 1940 |
| Landwirtschaft                                               | Viljami Kalliokoski   | ML         | 15. August 1940 | 4. Januar 1941  |
| Minister im Landwirtschaftsministerium                       | Juho Koivisto         | ML         | 27. März 1940   | 4. Januar 1941  |
| Verkehr und öffentliche Arbeiten                             | Väinö Salovaara       | SDP        | 27. März 1940   | 4. Januar 1941  |
| Minister im Ministerium für Verkehr und öffentliche Arbeiten | Karl-Erik Ekholm      | unabhängig | 27. März 1940   | 4. Januar 1941  |
| Handel und Industrie                                         | Väinö Kotilainen      | unabhängig | 27. März 1940   | 15. August 1940 |
| Handel und Industrie                                         | Toivo Salmio          | SDP        | 23. August 1940 | 4. Januar 1941  |
| Soziales                                                     | Karl-August Fagerholm | SDP        | 27. März 1940   | 4. Januar 1941  |
| Versorgung                                                   | Väinö Tanner          | SDP        | 27. März 1940   | 15. August 1940 |
| Versorgung                                                   | Väinö Kotilainen      | unabhängig | 15. August 1940 | 4. Januar 1941  |
| Minister im Versorgungsministerium                           | Toivo Salmio          | SDP        | 3. Oktober 1940 | 4. Januar 1941  |